# حمله به بردع با موشک‌های بالستیک
حمله به بردع با موشک‌های بالستیک (به ترکی آذربایجانی: Bərdənin bombalanması) عبارت است از دو دور حملهٔ موشکی به شهر بردع در جمهوری آذربایجان است که در جریان مناقشات قره‌باغ کوهستانی ۲۰۲۰ صورت گرفته‌است. هر دو حمله با استفاده از موشک‌های BM – 30 Smerch انجام شده و در نتیجهٔ آن ۲۶ غیرنظامی کشته شده و مرگبارترین حمله در سال ۲۰۲۰ بوده‌است.
نخستین حمله در تاریخ ۲۷ اکتبر انجام گرفت که در پی آن ۵ غیرنظامی کشته و بالغ بر ۱۳ تن زخمی شدند. حملهٔ بعدی یک روز بعد از حملهٔ نخست و در ۲۸ اکتبر (۷ آبان) شهر برده هدف حملهٔ چند فروند موشک قرار گرفت که در پی آن ۲۱ غیرنظامی، از جمله یک داوطلب هلال احمر کشته، و بیش از ۶۰ تن زخمی شدند. در جریان مناقشه این حمله در نوع خود مرگبارترین حمله‌ای بود که غیر نظامیان را هدف قرار می‌داد.
آذربایجان ارمنستان را به خاطر این حمله گناهکار شناخت و عنوان نمود این کشور از موشک با کلاهک خوشه‌ای برای حمله به غیر نظامیان استفاده کرده‌است. سازمان دیده‌بان حقوق بشر و عفو بین‌الملل استفاده از سلاح با کلاهک خوشه‌ای را تأیید نموده عنوان نمودند: «استفاده از سلاح با کلاهک خوشه‌ای علیه مناطق غیرنظامی اقدامی بی‌رحمانه و غیر مسئولانه است که سبب کشته و مجروح شدن یک عده و فلاکت عده‌ای دیگر شده‌است.» ارمنستان از قبول مسؤولیت این حمله سرباززد، ولی جمهوری خودخواندهٔ آرتساخ مسؤولیت این حمله را بر عهده گرفت ولی عنوان نمود که تأسیسات نظامی را مورد حمله قرار داده‌است.

## پیشینه
مسئلهٔ اصلی: درگیری ناگورنو قره‌باغ (۲۰۲۰)
در تاریخ ۲۷ سپتامبر ۲۰۲۰ (۶ آبان ۱۳۹۹) در منطقهٔ مورد مناقشهٔ قره‌باغ درگیری شروع شد که در عمل تحت کنترل آرتساخ بوده ولی از نظر حقوقی و قانونی بخشی از خاک آذربایجان است. برده محل اسکان ۴۰ هزار نفر است و در فاصلهٔ ۲۰ کیلومتری (۱۲ مایلی) از خط تماس قره‌باغ کوهستانی قرار گرفته‌است.
مذاکرات سه جانبه با شرکت وزرای خارجهٔ روسیه، ارمنستان و آذربایجان در تاریخ ۹ اکتبر (۱۹ مهر) در مسکو شروع گردید. سرگئی لاوروف، ظهراب مناتساکانیان و جیحون بایراموف در این مذاکرات شرکت نمودند. پس از ده ساعت مذاکره، که رأس ساعت ۰۳:۰۰ به وقت محلی به پایان رسید، لاوروف بیانیهٔ مشترکی صادر نموده و اعلام نمود آتش‌بس انسان دوستانه ظهر همان روز نافذ خواهد گردید. دقایقی پس از شروع آتش‌بس، هر کدام از طرفین دیگری را متهم به نقض آتش‌بس نمودند.
از ۴ اکتبر (۱۳ مهر) به بعد، دومین شهر بزرگ آذربایجان، گنجه، از سوی ارتش ارمنی آرتساخ چهار بار هدف موشک بالستیک قرار گرفت و در نتیجهٔ این حمله ۲۵ غیرنظامی کشته و ۱۲۵ تن زخمی شدند. در تاریخ ۸ اکتبر وزارت دفاع جمهوری آذربایجان گزارش داد که شهر برده با موشک OTR-21 Tochka مورد حمله قرار گرفته‌است.
در تاریخ ۲۶ اکتبر (۵ آبان) ایالات متحده اعلام نمود که هر دو طرف توافق نمودند آتش‌بس انسان دوستانه‌ای را از بامداد ۲۶ اکتبر (۵ آبان) آغاز کنند، ولی این آتش بس دقایقی پس از آغاز شکسته شد و هر دو طرف دیگری را به نقض آتش‌بس متهم نمودند.

## حمله‌ها
نخستین حمله در تاریخ ۲۷ اکتبر (۶ آبان) رخ داد و در پی آن ۵ غیرنظامی کشته و ۱۳ تن دیگر زخمی شدند. این حمله با استفاده از موشک BM-30 Smerch با کلاهک خوشه‌ای انجام گرفت.
حملهٔ دوم در تاریخ ۲۸ اکتبر (۷ آبان) حوالی ساعت ۱۳:۰۰ رخ داد. این حمله با استفاده از موشک‌های با کلاهک خوشه‌ای رخ داد. حمله به مناطق تجاری آکنده از جمعیت شهر صورت گرفته بود و در پی آن عفو بین‌الملل و دیده‌بان حقوق بشر نیز این حمله را تأیید نمودند. در نتیجهٔ این حمله ۲۱ شهروند غیرنظامی کشته و بیش از ۷۰ تن زخمی شدند. یک داوطلب ۳۹ سالهٔ هلال احمر نیز در میان کشته شدگان قرار داشت و دو امدادگر داوطلب دیگر نیز زخمی شدند. در این حمله زیرساخت‌های شهری و اتومبیل‌ها به شدت آسیب دیدند. بر اساس اطلاعات ارائه شده از سوی طرف آذربایجانی، حملهٔ دوم نیز با استفاده از موشک BM-30 Smerch با کلاهک خوشه‌ای صورت گرفته که در کل پس از انفجار به ۷۲ الی ۱۴۴ تکه تقسیم می‌شود. جمهوری آذربایجان نیروهای مسلح ارمنستان را متهم به این حمله نمود ولی آنها از پذیرش مسؤولیت آن سرباززند، در حالی که عفو بین‌الملل و دیده‌بان حقوق بشر هر دو انجام حمله از سوی ارمنستان را مورد تأکید قرار دادند. در عین حال، جمهوری خودخوانده آرتساخ مسؤولیت حملهٔ دوم را بر عهده گرفت ولی اعلام نمود که اهداف نظامی را مورد حمله قرار داده‌است. گروه گزارش نیویورک تایمز در حالی که با خودرو خود در حال عبور از خیابان اصلی شهر برده بودند مورد اصابت موشک ارمنستان قرار گرفتند.

## پاسخ آذربایجان
فاصلهٔ نزدیکی از زمان حمله، وزارت دفاع جمهوری آذربایجان تصاویر تهیه شده با هواپیمای بدون سرنشین را منتشر نموده و اعلام کرد که طی عملیاتی که انجام شده نیروهای مسلح ارمنی و نیز تجهیزات و ماشین آلات آن مورد حمله قرار گرفته‌اند.
محل شلیک موشک BM-30 از سوی ارتش جمهوری آذربایجان مشخص گردیده و در تاریخ ۲۹ اکتبر (۸ آبان) امحاء گردید. در تاریخ ۳۰ اکتبر (۹ آبان) وزارت دفاع جمهوری آذربایجان اعلام نمود دو لانچر موشک اسمرچ دیگر را، که شهرهای برده و ترتر را مورد هدف قرار می‌داند، از بین برده‌است.

## واکنش‌ها
این حمله در آذربایجان به شدت محکوم گردید و رئیس‌جمهوری کشور حملهٔ نخست را «نسل‌کشی جدید علیه مردم آذربایجان» نامید در حالی که مدافع حقوق بشر کشور، صبینه علی‌اوا، حملهٔ دوم را به عنوان «اقدام تروریستی علیه غیر نظامیان» توصیف نمود. رئیس‌جمهوری آذربایجان، الهام علی‌اف، این حمله را «جنایت علیه بشریت» نامید.
در سطح بین‌المللی این حملات از سوی ترکیه و سفارت‌های پاکستان، ایران، فرانسه و قزاقستان در آذربایجان، سیاستمدار حسن عاملی و شورای همکاری کشورهای ترک‌زبان محکوم گردید. ماریه استروترس، مدیر منطقهٔ اروپای شرقی و آسیای میانهٔ عفو بین‌الملل، اظهار نمود: «استفاده از سلاح با کلاهک خوشه‌ای علیه مناطق غیرنظامی اقدامی بی‌رحمانه و غیر مسئولانه است که سبب کشته و مجروح شدن یک عده و فلاکت عده‌ای دیگر شده‌است.» به همین صورت، دیده‌بان حقوق بشر، گزارشی در خصوص این حمله صادر نمود، و طی آن استفاده از جنگ‌افزار خوشه‌ای را مورد تأیید قرار داده و از ارمنستان خواست که استفاده از سلاح‌های ممنوعه را متوقف نماید.